# Bolitoglossa huehuetenanguensis
Bolitoglossa huehuetenanguensis es una especie de salamandra de la familia Plethodontidae. Es endémica de Guatemala.

## Distribución y hábitat
El área de distribución de B. huehuetenanguensis se limita al noroeste de la Sierra de los Cuchumatanes en el departamento de Huehuetenango, Guatemala.
Su hábitat natural se compone de bosque nuboso y su rango altitudinal oscila entre 2450 y 2800 m s. n. m..